# Česká zbrojovka Uherský Brod
Česká zbrojovka a. s. Uherský Brod (АО «Ческа Збройовка Угерски-Брод») (ČZUB) — машиностроительная компания, базирующаяся в городе Угерски-Брод, основной деятельностью которой является производство служебного, охотничьего и спортивного огнестрельного оружия. Владельцем является чешская компания «Colt CZ Group», которой также принадлежат другие компании с аналогичными производственными программами.
В настоящее время в ČZUB работает около 1800 человек. Компания является одним из крупнейших чешских экспортеров и экспортирует свою продукцию более чем в сотню стран мира. Компания входит в десятку крупнейших производителей стрелкового оружия в мире, а также в пятёрку крупнейших производителей автоматического оружия.

## История
1936 — Создание оружейного завода в городе Угерски-Брод
Сегодняшняя акционерная компания «Ческа Збройовка» была построена в рамках масштабного перемещения стратегически важных производственных мощностей тогдашней Чехословакии как можно дальше от западных границ, находящихся под угрозой нацистской Германии. В Угерски-Броде, на юго-востоке Моравии, в то время был создан совершенно новый завод по производству оружия, который был одним из самых современных и мощных в мире, и который в первые годы своего существования успешно занимался сложным производством авиационных пулеметов.
1949 — Начало производства пистолетов-пулеметов обр. 48
После Второй мировой войны акционерное общество «Ческа Збройовка» было национализировано, а его филиал в Угерски-Броде, который в 1950 году стал самостоятельным предприятием, постепенно стал основным чехословацким производителем ручного стрелкового оружия. Самым известным изделием послевоенного периода был пистолет-пулемет обр. 48 (в 1950 году переименованный в пистолет-пулемет 23/25) калибра 9×19 мм Парабеллум. Эта модель с магазином в рукоятке пистолета и затвором, частично набегающим на ствол, в то время была самым прогрессивным оружием в своей категории. К 1953 году в Угерски-Броде было произведено 545 000 таких пистолетов-пулеметов, из которых 345 000 были калибра Токарева 7,62×25 мм (пистолет-пулемет 24/26).
1959 — Начало производства пистолетов-пулеметов обр. 58
Автомат обр. 58 калибра 7,62 × 39 мм, в настоящее время входящий в категорию штурмовая винтовка, представлял собой конструктивно оригинальную чехословацкую альтернативу советскому автомату Калашникова. Это чрезвычайно успешное оружие производилось в Угерски-Броде для внутренних вооруженных сил и на экспорт до 1984 года в количестве почти 1 000 000 штук.
1962 — Начало производства пистолетов-пулеметов обр. 61 Škorpion («Скорпион»)
Легендарный компактный пистолет-пулемет обр. 61 Škorpion (Скорпион) был изобретательной и очень успешной попыткой преодолеть пробел между классическими пистолетами-пулеметами и служебными пистолетами. В основном калибре 7,65×17 мм Браунинг в Угерски-Броде до 2000 года было произведено более 207 000 штук, в 90-е годы в небольшом количестве также производился вариант калибра 9×17 мм Браунинг короткий.
1975 — Начало производства пистолета CZ 75
Во многих отношениях новаторский пистолет CZ 75 был создан легендарным конструктором Франтишеком Коуцким, который работал над его развитием по заданию сегодняшней акционерной компании «Ческа Збройовка» с 1969 года. Оружие с превосходной эргономикой и уникальным ударно-спусковым механизмом двойного действия определяло категорию «чудодейственных девяток», то есть, пистолетов большой емкости SA/DA калибра 9 мм Luger, в которой долгое время относится к самым популярным.
1992 — Создано акционерное общество Česká zbrojovka a.s., Uherský Brod («Ческа Збройовка», Угерски-Брод)
При приватизации государственного предприятия Česká zbrojovka («Ческа Збройовка») было создано акционерное общество, которое на своем главном заводе в городе Угерски-Брод занимается разработкой и производством качественного ручного огнестрельного оружия; свои мощности также использует для производства высокоточных компонентов для автомобильной и авиационной промышленности. Речь идет о чешском предприятии, принадлежащим чешским акционерам.
1997 — Основана дочерняя компания CZ-USA
Позицию акционерного общества «Ческа Збройовка» на самом престижном рынке вооружения в мире значительно укрепило создание дочерней торговой и сервисной компании CZ-USA. Эта компания начала свою деятельность в Калифорнии, а в 1998 году переехала в Канзас-Сити, штат Канзас, где работает до сих пор. В рамках создания международного холдинга Česká zbrojovka Group (Ческа Збройовка Гроуп) из компании CZ-USA в 2018 году был создан независимый экономический субъект.
2004 — Приобретение оружейного производства компании Zbrojovka Brno («Збройовка Брно»)
Чтобы сохранить знаменитую традицию производства оружия в Брно, компания Česká zbrojovka a.s. начала подготовку приобретения подразделения Оружие компании Zbrojovka Brno, a.s. Новая созданная компания, для которой первоначально было выбрано название BRNO RIFLES, начала свою деятельность на рубеже 2006/2007 гг., и её главной сферой деятельности стала разработка и производство оружия с гнездовым затвором. С 2008 года фирма является дочерней компанией акционерного общества «Ческа Збройовка». В 2010 году название компании было изменено на ZBROJOVKA BRNO, s.r.o.
2005 — Приобретение марки Dan Wesson Firearms
Посредством CZ-USA «Ческа Збройовка» стала владельцем одной из известных американских оружейных брендов — Dan Wesson Firearms. Первоначально револьверная фирма, основанная в 1968 году правнуком известного Даниэля Б. Вессона, под чешско-американским руководством вскоре стала одной из самых известных производителей современных клонов знаменитого пистолета M1911.
2011 — Выход на рынок вооружения для вооруженных сил, начало перевооружения Армии Чешской Республики
Начало серийного производства нового поколения штурмовых винтовок CZ 805 BREN A1/A2, пистолетов-пулеметов CZ SCORPION EVO 3 A1 и гранатометов CZ 805 BREN G1, которыми была перевооружена Армия Чешской Республики.
2016 — Строительство сборочных мощностей в Перу
Важным моментом проникновения акционерной компании «Ческа Збройовка» на зарубежные рынки стало открытие отдельного объекта для сборки и ремонта пистолетов CZ на перуанском военном заводе FAME в Лиме. Чешская компания участвовала в проекте, поставляя современное оборудование и инструменты и обучая технический персонал. Таким образом, перуанское предприятие получило возможность собирать чешское оружие, обеспечивать его сервис и реализовать сбыт на перуанском рынке, а затем по всей Латинской Америке. Это был первый случай передачи технологии компании «Ческа Збройовка» в этот перспективный регион.
2018 — Создание Холдинга CZ Group
С 2018 года акционерная компания «Ческа Збройовка» входит в состав международного холдинга «Česká zbrojovka Group SE», в который помимо материнского завода в Угерски-Броде постепенно включаются и другие фирмы с родственными программами производства и разработок.
2019 — Начало производства оружия CZ в США
В сотрудничестве с CZ-USA в Канзас-Сити в штате Канзас было начато производство первого оружия CZ. Речь идет об избранных моделях успешной серии пистолетов CZ P-10. В 2019 году эта серия была успешно дополнена версиями CZ P-10 F (full-size), CZ P-10 SC (semicompact) и CZ P-10 S (subcompact).